# بيتر غرانت (لاعب كرة قدم)
بيتر غرانت (بالإنجليزية: Peter Grant)‏ (30 أغسطس 1965 في المملكة المتحدة - ) هو مدرب كرة قدم ولاعب كرة قدم بريطاني في مركز الوسط. شارك مع منتخب اسكتلندا لكرة القدم. أما مع النوادي، فقد لعب مع نادي بورنموث ونادي ريدنغ ونادي سلتيك ونورويتش سيتي.

## مسيرته الكروية
لعب بيتر غرانت خلال مسيرته الاحترافية مع 4 أندية في ثمانية عشر موسمًا وسجل خلالها 19 هدفًا ضمن 475 مباراة. حيث فاز في أربعة مواسم بالكأس وفي موسمين بالدوري.
خاض بيتر غرانت مسيرته مع نادي سلتيك في موسم 1983–84 ليلعب معه أربعة عشر موسمًا، مشاركًا في 363 مباراة سجل خلالها 15 هدفًا. ثم انتقل إلى نادي نورويتش سيتي في موسم 1997–98 ولمدة موسمين، حيث شارك في 68 مباراة سجل خلالها 3 أهداف. لينتقل بعدها إلى نادي ريدنغ في موسم 1999–00 لمدة موسم واحد، مشاركًا في 29 مباراة سجل خلالها هدفًا واحدًا. ثم انتقل إلى نادي بورنموث في موسم 2000–01 لمدة موسم واحد، مشاركًا في 15 مباراة ولم يسجل أي هدف.

## وصلات خارجية
- بيتر غرانت على موقع قاعدة بيانات كرة القدم.إي يو (الإنجليزية)
- بيتر غرانت على موقع ناشيونال فوتبول تيمز (الإنجليزية)
- بيتر غرانت على موقع Soccerbase.com (لاعب) (الإنجليزية)
- بيتر غرانت على موقع Soccerbase.com (مدرب) (الإنجليزية)